# قلعة طريفة
قلعة طريفة، ( الإسبانية : Castillo de Tarifa ) وتعرف ايضاً باسم قلعة غوزمان ايل بوينو. تقع في إسبانيا. وبنيت عام 960 ، وهي أول مدينة وصلها طريف بن مالك مستطلعا قبل طارق بن زياد بعام كامل. بناها الناصر واستعملت لحماية الجند في طريقهم لاحتلال المغرب.

## الخلفية التاريخية
على أحد الأبواب المندمجة بالحائط، يوجد نصب من حجر لذكرى بناء القلعة التي أنجزت خلال شهر صفر من سنة 349 هجرية (أبريل 960)، تحت إدارة عبد الرحمن ابن بدر، وهو وزير أعتقه الخليفة عبد الرحمن الثالث.
أمر عبد الرحمن الثالث عام 960 ببناء قلعة في طريفة تحضيراً لإنشاء مدينة صغيرة. من المحتمل أن الهجوم الذي قادته جيوش الفاطميين عام 955 ضد ألميريا، ساهم في اتخاذ قرار بناء هذه القلعة التي كانت تشكل حصنا للجنود الموكلين بحماية مضيق جبل طارق. ثم قام الموحدون في تدعيم هذا البناء خلال القرن الثاني عشر.
عندما أصبح الموحدون حكاماً على الأندلس، باتت طريفة تشكل أحد أهم المواقع للدفاع عن مضيق جبل طارق. ولكن المدينة أصبحت قاعدة للمحاربين المغاربة بعد وصول الموحدين إليها، لاسيما بفضل مرفئها. وقام الخليفة المؤمن عام 1146، بنقل جيوشه من الجزيرة إلى طريفة (جزيرة اليمامات). وفي عام 1231، ترك الموحدون هذه المدينة التي انتقلت إلى أيدي ابن هود من مرسية لتقع أخيراً تحت سيطرة ملك قشتالة سانش الرابع (1258-1295) .

## البناء

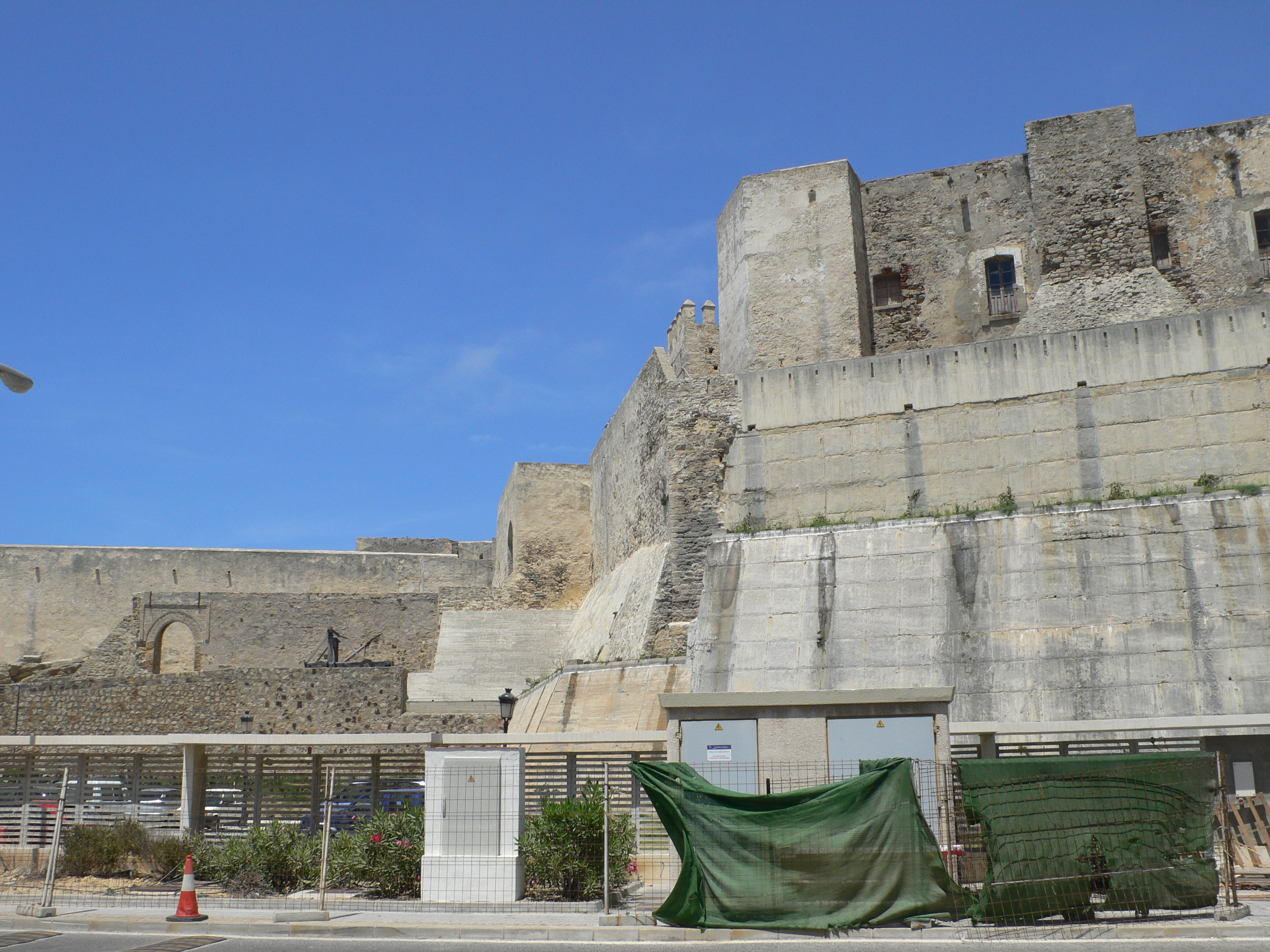
قلعة طريفة

بنيت قلعة الخليفة على شكل شبه منحرف يحيط به ما يقارب الخمسة عشر برجاً مستطيلا قليلة النتوء، أعيد بناء أغلبها. كما ويحيط بالقلعة من كافة جهاتها، سور دفاعي كبير يطل طرف منه على هاوية نحو البحر. تم تزويد القلعة بمدخلين، إحداهما في الواجهة الغربية، مستقيم وتسبقه فتحة متعرجة في السور الدفاعي، والآخر في الواجهة الشرقية يعتبر بالنسبة للحصن نقطة اتصال مع المدينة.
قام الموحدون، بهدف تقوية حماية القصر من الجبهتين الغربية والجنوبية ببناء برج من الآجر على المستوى السفلي، على شكل مثمن الزوايا. ويعرف هذا البرج اليوم تحت اسم برج غزمان البوينو، تم دعمه بالحجارة المقصوبة أو بالبناء. ويربط البرج بالواجهة الغربية للقصر، سور للحماية من ناحية البحر. أما الشرفة في أعلى البرج، فهي تؤدي إلى القصر من الطريق الدائرية فوق السور.
هناك أيضا أثر قديم رائع هو باب شريش الذي بناه الموحدون ثم قام المرينيون بتغييره في نهاية القرن الثالث عشر ثم المسيحيون في القرن الرابع عشر. وهو مزود بفتحة مستقيمة على الواجهة الشمالية، بين برجين. ويتألف من الداخل من عقدين كاملين مكونين من حجارة غير مركزية ومزود بأربع حاملات أفاريز من حجارة ترتكز عليها قبة صغيرة. في عصر المسيحيين، تم تدعيم هذا الباب بواسطة ردهة خارجية على نفس مستوى برجي التحصين.

## التحصين

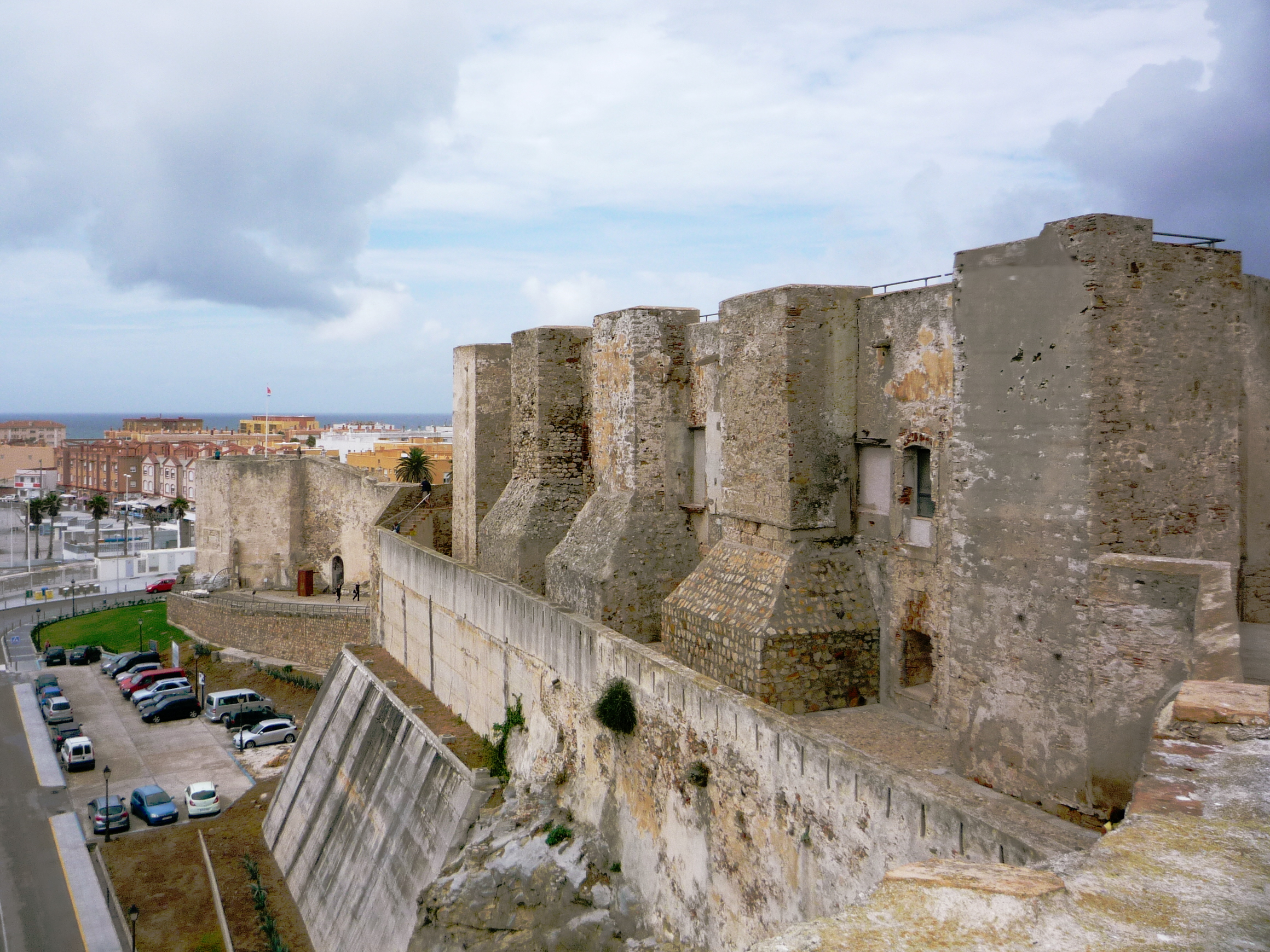
قلعة طريفة

وتحيط بهذا القصر ثلاثة أبنية محصنة. يمتد البناء الأول الذي يساعد على حماية المدينة القديمة، على الناحية الشرقية للقصر. أما البناء الثاني الذي لم يبق منه إلا القليل، فقام الموحدون بتشييده بهدف حماية الضاحية المعروفة بالجارة أو الجراندا، في حين أن هؤلاء الآخرون قاموا بتشييد البناء الثالث الذي كان يشكل حماية لامتداد الضاحية شمالاً، في منتصف القرن الثاني عشر، ثم قام المرينيون بتدعيمه في نهاية القرن الثالث عشر. وترتكز هذه الأبنية الثلاث على أبراج مربعة أو مستطيلة أو على شكل حرف (L) وله زوايا ناتئة. وبهذا الشكل، كان لا بد من تأمين الحماية لكافة أنحاء المدينة لاسيما بواسطة سور من آجر وخندق، على غرار آثار السور المعاصر في إشبيلية.

## دور العبادة
تم الاحتفاظ بالمسجد الرئيسي في المدينة. وكان هذا الأخير مبنياً على الصخرة الموازية لواجهة القصر الشرقية. وحول المسجد من بعد إلى كنيسة حملت اسم كنيسة السيدة مريم. ومن المحتمل أن تكون كنيسة القديس متى الحالية قد بنيت على موقع مسجد الموحدين القديم، كما هو ظاهر على نصب من الحجر داخل المبنى.
هذه القلعة هي إحدى قلاع عصر الخلافة التي تم الحفاظ عليها بشكل جيد. فبناء هذا الصرح الضخم والقوي كان يسعى بقدر الإمكان، نظرا لطبيعة أرضه، للحفاظ على التناسق والانسجام. وقد طغى التخطيط العام للأحجام على العناصر الزخرفية القليلة، كما أن الأجزاء المخصصة للإقامة وللشؤون الإدارية خضعت لوظيفتها العسكرية المحضة.